# Estado-Maior das Forças Armadas da Federação Russa

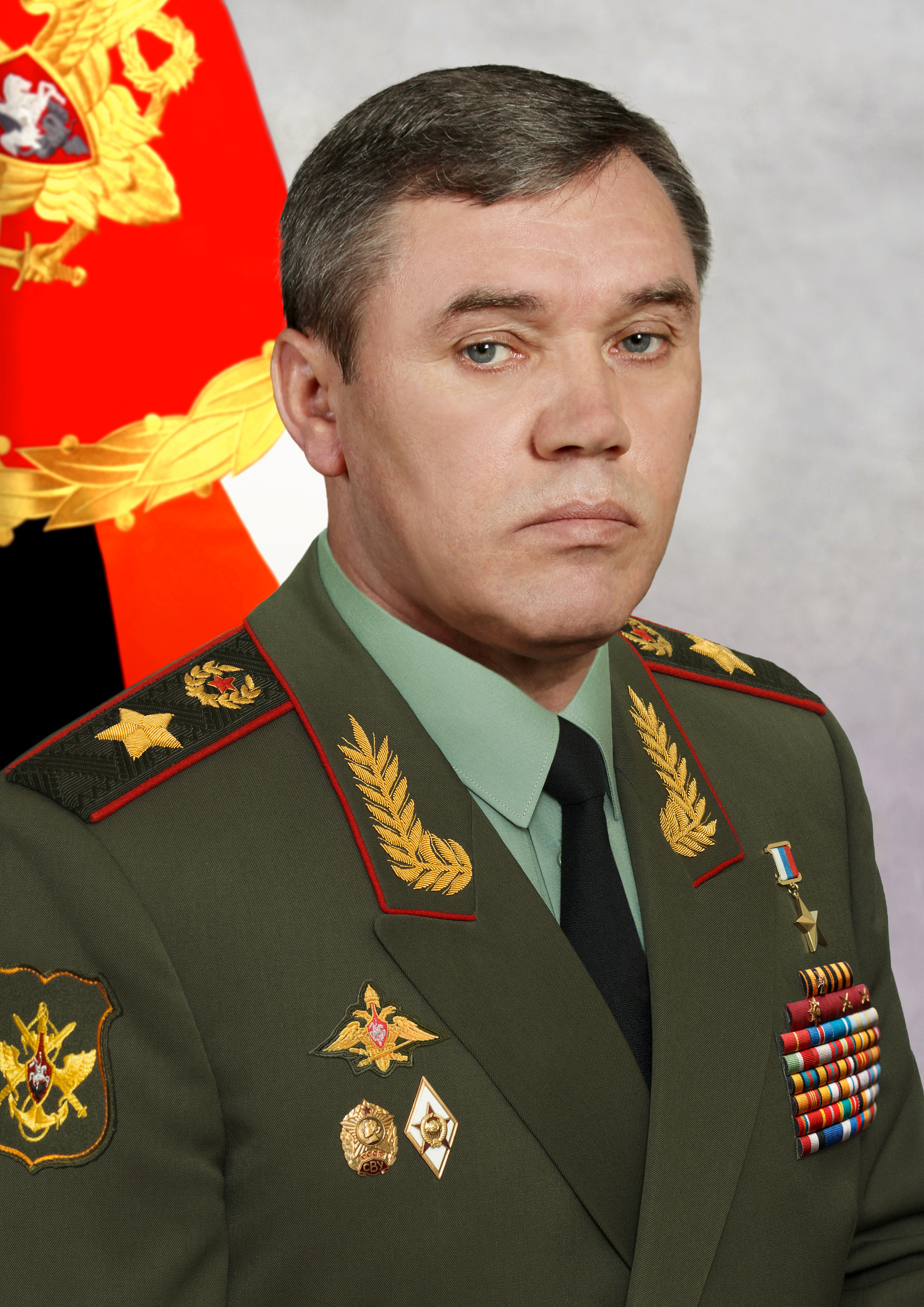
Chefe do Estado-Maior da Federação Russa General do Exército Valery Gerasimov.

O Estado-Maior das Forças Armadas da Federação Russa (em russo: Генеральный штаб Вооружённых сил Российской Федерации, romanizado: General'nyy shtab Vooruzhonnykh sil Rossiyskoy Federatsii) é o órgão central do comando militar da Administração das Forças Armadas e supervisiona o comando operacional das forças armadas sob o Ministério da Defesa da Rússia.
A partir de 2012, o Chefe do Estado-Maior é o General do Exército Valery Gerasimov e, desde 2014, o Primeiro Vice-Chefe do Estado-Maior General é o Coronel-General Nikolai Bogdanovsky.
A sede do Estado-Maior está localizada em Moscou, na rua Znamenka, no distrito de Arbat. Juntamente com o Edifício Principal do Ministério da Defesa e vários edifícios de escritórios da Diretoria de Estado-Maior nas proximidades, forma o chamado "distrito militar de Arbat", como é frequentemente referido entre os militares para delinear o mais alto comando supremo das Forças Armadas Russas.

## História
Nas Forças Armadas da União Soviética, o Estado-Maior das Forças Armadas da URSS atuou como o principal órgão de comando e supervisão dos militares. Um Estado-Maior do Exército Vermelho foi formado pela primeira vez em 1921, mas, segundo o historiador John Erickson, até 1924 desenvolveu-se em um agrupamento pesado lidando com treinamento de combate, assuntos rotineiros do Exército Vermelho e política de defesa, tudo sem definição real. Erickson data o desenvolvimento do Estado-Maior como o "cérebro militar" soviético a partir da nomeação de Mikhail Frunze para o cargo de Chefe do Estado-Maior pela Ordem Número 78 de 1º de abril de 1924. "A partir desta data... a história do Estado-Maior Soviético – como era para se tornar – começa".
Em 22 de setembro de 1935, as autoridades renomearam o Estado-Maior do Exército Vermelho como, apenas, Estado-Maior, que essencialmente reencarnou o Estado-Maior do Império Russo. Muitos dos ex-oficiais do Estado-Maior do Exército Vermelho serviram como oficiais do Estado-Maior no Império Russo e se tornaram oficiais do Estado-Maior na União Soviética. Os oficiais do Estado-Maior geralmente tinham uma vasta experiência em combate e sólida formação acadêmica.
O Tenente-general do Exército dos Estados Unidos  William Odom escreveu: 
"Durante a Segunda Guerra Mundial [o Estado-Maior] tornou-se o principal órgão de Stalin para a direção operacional de todas as forças militares. Após a guerra, tornou-se o centro mais poderoso para praticamente todos os aspectos do planejamento militar, operações e determinação dos requisitos de recursos. O ministro da defesa tinha apenas uma equipe limitada para seu próprio sustento, deixando-o fortemente dependente do Estado-Maior. [...] Dentro do Ministério da Defesa, todas as questões de alocação de recursos eram normalmente resolvidas pelo chefe do Estado-Maior antes de ir ao ministro e, finalmente, após consulta ao Gosplan, ao Politburo."
Durante a Guerra Fria, o Estado-Maior Soviético manteve os planos soviéticos para a invasão da Europa Ocidental, cuja enorme escala foi divulgada secretamente no Ocidente por espiões como Ryszard Kukliński e posteriormente publicada por pesquisadores alemães que trabalhavam com os arquivos do Exército Popular Nacional, e o Projeto de História Paralela e os documentos de exercícios poloneses associados, Seven Days to the River Rhine (1979).
Desde a dissolução da União Soviética e especialmente desde 2004, o Estado-Maior e o Ministério da Defesa da Rússia tentaram dividir a direção das forças armadas entre si, muitas vezes em intensos surtos de desacordo burocrático. Foi relatado que o papel principal do Estado-Maior agora é o do departamento de planejamento estratégico do Ministério da Defesa da Rússia, e o próprio Ministro da Defesa está agora ganhando autoridade executiva sobre as tropas. Isso é, no entanto, contestado por alguns comentaristas e analistas de defesa russos.
O Ministro da Defesa, Anatoliy Serdyukov, que iniciou a reforma militar de 2008, a fim de separar as funções operacionais e administrativas, o Ministério da Defesa formou duas linhas funcionais de responsabilidade: a primeira foi o planejamento do uso e construção das Forças Armadas, a segunda foi o planejamento do apoio abrangente de tropas (forças). A transição para um princípio de responsabilidade de três níveis foi realizada: os principais comandos dos ramos e formações eram responsáveis pelo treinamento de combate, e o Estado-Maior, comandos estratégicos conjuntos e formações eram responsáveis pelo treinamento operacional. Como resultado das transformações realizadas, o Estado-Maior foi libertado da duplicidade de funções e tornou-se um órgão de planejamento estratégico de pleno direito que organiza e exerce o controle das Forças Armadas no cumprimento das tarefas atribuídas.
A história do Estado-Maior remonta à sua criação em 25 de janeiro de 1763 durante o Império Russo. O Dia do Estado-Maior das Forças Armadas da Federação Russa é comemorado anualmente em 25 de janeiro, embora o atual Estado-Maior da Rússia tenha sido estabelecido em uma data diferente. O Estado-Maior da Rússia Imperial tornou-se então o Estado-Maior das Forças Armadas da URSS em 1918, antes de ser sucedido pelo atual Estado-Maior.